# Dashuibo
Dashuibo (kinesiska: 大水泊, 大水泊镇) är en köping i Kina. Den ligger i provinsen Shandong, i den östra delen av landet, omkring 470 kilometer öster om provinshuvudstaden Jinan. Antalet invånare är 35 350. Befolkningen består av 17 397 kvinnor och 17 953 män. Barn under 15 år utgör 6,0 %, vuxna 15-64 år 75 %, och äldre över 65 år 18,0 %.
Genomsnittlig årsnederbörd är 717 millimeter. Den regnigaste månaden är juli, med i genomsnitt 210 mm nederbörd, och den torraste är januari, med 14 mm nederbörd.